# Voleibol nos Jogos Olímpicos de Verão de 1980
O voleibol nos Jogos Olímpicos de Verão de 1980 foi realizado em Moscou, União Soviética.

## Eventos
Dois eventos da modalidade distribuíram medalhas nos Jogos:
- Torneio masculino (10 equipes)
- Torneio feminino (8 equipes)

## Qualificação
Foi permitido para cada Comitê Olímpico Nacional (CON) competir com apenas um time em cada torneio (masculino e feminino). Como país-sede, a União Soviética teve garantida uma vaga em cada um dos torneios.
Masculino
| Torneio de qualificação          | Data                                | Sede      | Vagas | Qualificados            |  |
| -------------------------------- | ----------------------------------- | --------- | ----- | ----------------------- |  |
| País-sede                        | 23 de outubro de 1974               | Viena     | 1     | União Soviética         |  |
| Jogos Olímpicos de 1976          | 18–30 de julho de 1976              | Montreal  | 1     | Polônia                 |  |
| Campeonato Mundial de 1978       | 20 de setembro–1 de outubro de 1978 | Itália    | 1     | Itália                  |  |
| Campeonato Africano de 1979      | Novembro de 1979                    | Tripoli   | 1     | Tunísia1 · Líbia        |  |
| Campeonato Asiático de 1979      | 16–23 de dezembro de 1979           | Manama    | 1     | China1 · Checoslováquia |  |
| Campeonato Europeu de 1979       | 5–13 de outubro de 1979             | França    | 1     | Iugoslávia              |  |
| Campeonato da NORCECA de 1979    | 21–28 de abril de 1979              | Havana    | 1     | Cuba                    |  |
| Campeonato Sul-americano de 1979 | 21–26 de abril de 1979              | Argentina | 1     | Brasil                  |  |
| Qualificatório Mundial           | 20–27 de janeiro de 1980            | Bulgária  | 1     | Bulgária                |  |
| Qualificatório Mundial           | 20–27 de janeiro de 1980            | Bulgária  | 1     | Romênia                 |  |
| Total                            |                                     |           | 10    |                         |  |

↑1  A Tunísia e a China retiraram-se devido ao boicote liderado pelos Estados Unidos e foram substituídas pela Líbia e pela Tchecoslováquia, respectivamente.
Feminino
| Torneio de qualificação          | Data                               | Sede       | Vagas | Qualificados      |  |
| -------------------------------- | ---------------------------------- | ---------- | ----- | ----------------- |  |
| País-sede                        | 23 de outubro de 1974              | Viena      | 1     | União Soviética   |  |
| Jogos Olímpicos de 1976          | 19–30 de julho de 1976             | Montreal   | 1     | Japão             |  |
| Campeonato Mundial de 1978       | 25 de agosto–7 de setembro de 1978 | Leningrado | 1     | Cuba              |  |
| Campeonato Asiático de 1979      | 7–14 de dezembro de 1979           | Hong Kong  | 1     | China             |  |
| Campeonato Europeu de 1979       | 5–13 de outubro de 1979            | Lyon       | 1     | Alemanha Oriental |  |
| Campeonato da NORCECA de 1979    | 22–29 de abril de 1979             | Havana     | 1     | Estados Unidos    |  |
| Campeonato Sul-americano de 1979 | 22–26 de abril de 1979             | Argentina  | 1     | Peru              |  |
| Qualificatório Mundial           | 20–24 de janeiro de 1980           | Pazardzhik | 1     | Romênia           |  |
| Wild card                        | 20–24 de janeiro de 1980           | Pazardzhik | 1     | Brasil            |  |
| Wild card                        | 20–24 de janeiro de 1980           | Pazardzhik | 1     | Bulgária          |  |
| Wild card                        | 20–24 de janeiro de 1980           | Pazardzhik | 1     | Hungria           |  |
| Total                            |                                    |            | 8     |                   |  |

## Medalhistas
A União Soviética foi campeã olímpica de voleibol pela terceira vez, derrotando a Bulgária na final. A Romênia ganhou o bronze frente à Polônia. No feminino, a União Soviética também se consagrou campeã ao superar a equipe da Alemanha Oriental, enquanto a seleção da Bulgária foi bronze ao derrotar a seleção húngara.
| Evento             | Ouro | Prata | Bronze |
| ------------------ | --- | --- | --- |
| Masculino detalhes | Yury Panchenko Vyacheslav Zaytsev Aleksandr Savin Vladimir Dorokhov Aleksandr Yermilov Pāvels Seļivanovs Oleg Moliboga Vladimir Kondra Vladimir Chernyshov Fyodor Lashchenov Valery Krivov Viljar Loor URS União Soviética        | Stoyan Gunchev Khristo Stoyanov Dimitar Zlatanov Dimitar Dimitrov Tsano Tsanov Stefan Dimitrov Petko Petkov Mitko Todorov Kaspar Simeonov Emil Valchev Khristo Iliev Yordan Angelov BUL Bulgária                | Cornel Oros Laurenţiu Dumănoiu Dan Gîrleanu Nicu Stoian Sorin Macavei Constantin Sterea Nicolae Pop Günther Enescu Corneliu Chifu Marius Chiţiga Viorel Manole Florin Mina ROM Romênia                                     |
| Feminino detalhes  | Nadejda Radzevich Nataliya Razumova Olga Solovova Yelena Akhaminova Yelena Andreyuk Irina Makogonova Lyubov Kozyreva Svetlana Nikishina Lyudmila Chernyshova Svetlana Badulina Lidiya Loginova Larisa Pavlova URS União Soviética | Ute Kostrzewa Andrea Heim Annette Schultz Christine Mummhardt Heike Lehmann Barbara Czekalla Karla Roffeis Martina Schmidt Anke Westendorf Karin Püschel Brigitte Fetzer Katharina Bullin GDR Alemanha Oriental | Tanya Dimitrova Valentina Ilieva Silviya Petrunova Anka Khristolova Verka Borisova Rumyana Kaisheva Maya Georgieva Tanya Ayshinova Tsvetana Bozhurina Rositsa Dimitrova Galina Stancheva Margarita Gerasimova BUL Bulgária |

## Quadro de medalhas do voleibol
| Ordem | País                  | Medalha de ouro | Medalha de prata | Medalha de bronze | Total |
| ----- | --------------------- | --------------- | ---------------- | ----------------- | ----- |
| 1     | URS União Soviética   | 2               | 0                | 0                 | 2     |
| 2     | BUL Bulgária          | 0               | 1                | 1                 | 2     |
| 3     | GDR Alemanha Oriental | 0               | 1                | 0                 | 1     |
| 4     | ROM Romênia           | 0               | 0                | 1                 | 1     |